# 神戸市立兵庫中学校
神戸市立兵庫中学校（こうべしりつ ひょうごちゅうがっこう）は、兵庫県神戸市兵庫区にある公立中学校。
略称は「兵中」（ひょうちゅう）。

## 概要
夜間中学校である北分校が併設されている。

## 校訓
よき人たれ 強き人たれ 世のためたれ

## 沿革
神戸市立兵庫中学校
- 1947年3月 - 神戸市立兵庫中学校が創立される
- 1947年6月 - 校訓・校歌制定
- 1950年7月 - 校旗制定
- 1955年4月 - 大開分校が設置される
- 1961年4月 - 大開分校が神戸市立大開中学校として分離
- 1995年1月 - 阪神・淡路大震災発生、避難所が設置される
- 1996年3月 -  避難所が解消される

神戸市立兵庫中学校北分校
- 1976年4月 - 神戸市立丸山中学校西野分校より分離する形で神戸市立兵庫小学校内に北分校が設置される

## 部活動

### 運動部
- 野球部　（2018年　全日本少年軟式野球大会　全国制覇）
- 卓球部
- 剣道部
- 柔道部
- バスケットボール部
- ソフトテニス部
- バレーボール部

### 文化部
- 吹奏楽部
- 美術部
- 家庭科部
- 科学部

## 校区
神戸市立兵庫中学校
- 神戸市立兵庫大開小学校
- 神戸市立水木小学校

神戸市立兵庫中学校北分校
- 神戸市兵庫区、北区、中央区、灘区、東灘区

## 著名な出身者
- 飛翔富士廣樹（大相撲力士、元十両）

## 通学区域が隣接している学校
- 神戸市立湊川中学校
- 神戸市立湊翔楠中学校
- 神戸市立須佐野中学校
- 神戸市立長田中学校
- 神戸市立丸山中学校